# Vampyrfarfars berättelser
Vampyrfarfars berättelser gavs ut första gången 1991 och är skriven av den finska författaren Mauri Kunnas.
Vampyrfarfar är inte som de andra i familjen Drakula. Han vill inte sluta med de gamla vampyrtraditionerna som till exempel att sova i en kista, undvika vitlök samt att vara ute och skrämma byns innevånare om natten. 
Men farfar är inte den enda skumma typ som far runt i byn. Någon eller några knycker hattar, tömmer blomsterrabatter på blommor och till och med tänder eld på gamla skjul. Vilka kan de vara? Följ med i en berättelse full av nattliga upptåg, rackartyg, mysterier och knasigheter. 

## Huvudfigurer
- Vampyrfarfar
- Betjänten Igor
- Herr Drakula
- Fru Drakula
- Otto Drakula
- Klara Drakula
- Borgmästare Elfenben
- Draken Urban
- Fröken Danstant
- Henry Hamster
- Konstapel Batong
- Billy Bock